# Metabola
- A metabola a klasszikus retorikában ismétlésen alapuló szerkezet: egy kifejezés vagy mondat szavainak megismétlése más rendben, alakjuk megőrzése mellett. Pl.: Nem azért élünk, hogy együnk, hanem azért eszünk, hogy éljünk.
- A metabola a neoretorikában az alakzatok (a nyelvi normától való eltérés) gyűjtőneve. A metabolák négy szinten jelennek meg: alaktanilag metaplazmus, mondattanilag metaszeméma, jelentéstanilag metataxis, logikai szinten metalogizmus az elnevezésük.